# 卡坦杜瓦斯
卡坦杜瓦斯是巴西巴拉那州的一个市镇。总面积581.754平方公里，总人口9751人，人口密度16.8人/平方公里。